# Tasca (famiglia)
I Tasca furono una famiglia patrizia veneziana, annoverata fra le cosiddette Case fatte per soldo. 

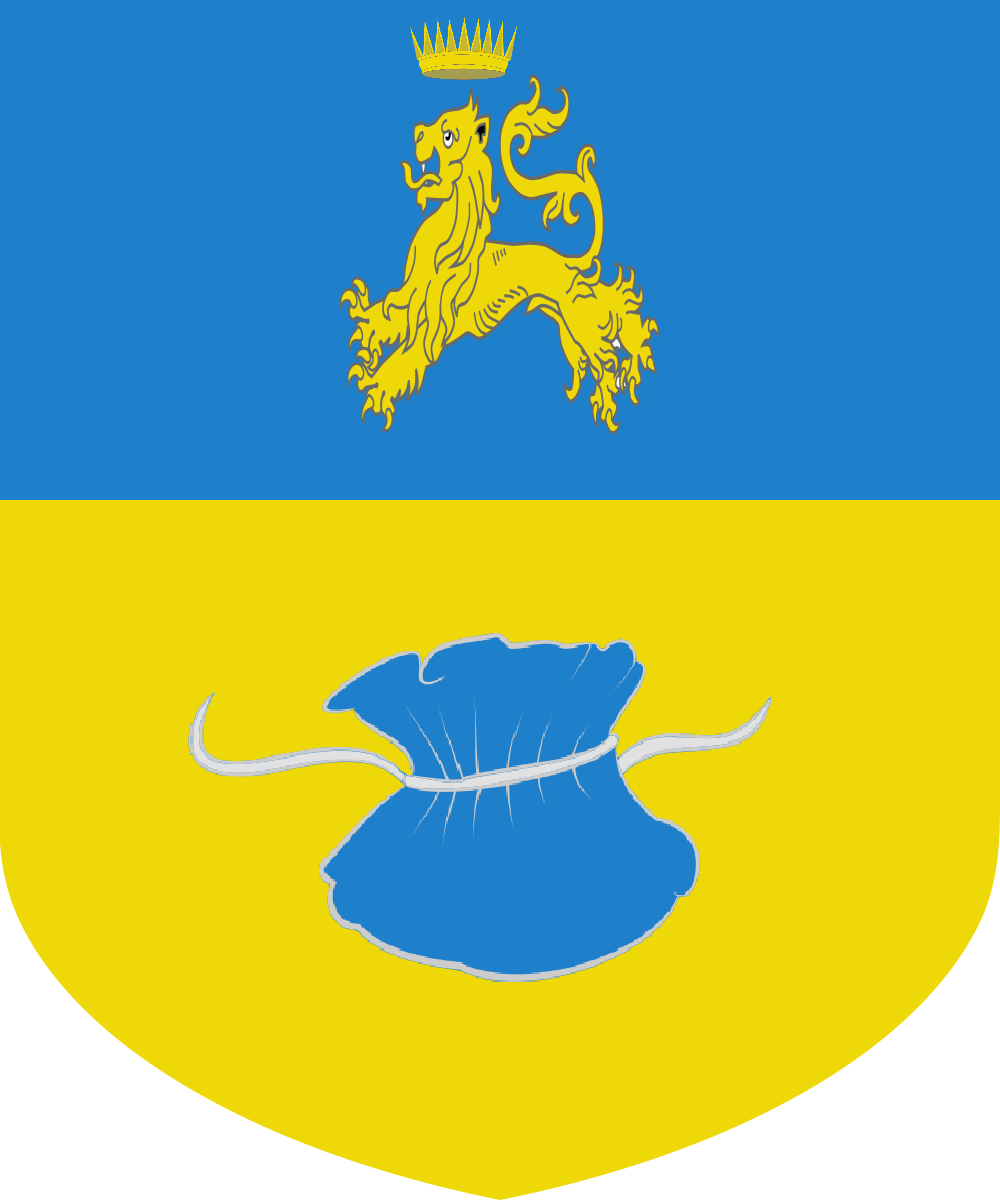
Stemma Tasca

## Storia
Pare che i Tasca fossero originari di Bergamo, e appartenessero al ceto mercantile della Repubblica di Venezia.
Un ramo di questa casa si trasferì a Venezia, dove esercitò con grande profitto la mercatura dei tessuti, particolarmente degli zambellotti, ma anche della seta, del lino e della lana. Erano proprietari di alcuni palazzi e botteghe che si trovavano prevalentemente concentrati nel sestiere di San Marco, ovvero a San Bartolomeo e a San Giuliano; possedevano sin dal 1648, inoltre, alcuni opifici per la macinazione dell'orzo e la lavorazione del lino, e segherie per la lavorazione del legname diretto nella capitale attraverso il Lemene. Avevano, infine, relazioni commerciali in Spagna con la famiglia Bucareli, marchesi di Vallehermoso.
Nel 1646, a seguito del versamento all'erario pubblico dei 100.000 ducati previsti, in occasione della guerra di Candia contro i Turchi, Annibale di Nicolò Tasca ottenne per sé e per la propria famiglia l'aggregazione al corpo patrizio della città lagunare e l'ingresso al Maggior Consiglio.
I Tasca si estinsero verso la metà del secolo XVIII, verosimilmente tra il 1734 e il 1760, forse nel 1750, in un Giulio di Annibale Tasca che fu membro della Quarantia e Senatore. Eredi furono i figli della di lui sorella Angela Maria, andata in sposa nel 1688 a Giovanni di Marsilio dei patrizi Papafava.

### Tasca di Sicilia
Una omonima famiglia nobiliare siciliana, che non sarebbe imparentata con quella veneziana, visse a Palermo:  diversi i rami, da Mastrogiovanni Tasca d'Almerita, Tasca Lanza, Tasca Bordonaro, con esponenti come il senatore Lucio Tasca, e Giuseppe Tasca Lanza.

## Luoghi e architetture
- Palazzo Tasca, a Portogruaro;
- Palazzo Tasca Papafava, a Castello;
- Villa Tasca, a Conselve;
- Villa Tasca, a Gardigiano di Scorzè.

Esistono, inoltre, una Fondamenta Tasca o Papafava e una Calle Tasca o Mussatto in sestiere Castello, a Venezia.